# Peschiera Borromeo
Peschiera Borromeo és un municipi italià, situat a la regió de la Llombardia i a la ciutat metropolitana de Milà. L'any 2004 tenia 20.129 habitants.